# Metaphycus
Metaphycus is een geslacht van vliesvleugeligen uit de familie Encyrtidae. De wetenschappelijke naam van dit geslacht is voor het eerst geldig gepubliceerd in 1917 door  Ricardo García Mercet.
Mercet benoemde Metaphycus als een subgenus van Aphycus, met de nieuwe soort Aphycus (Metaphycus) zebratus als typesoort. Deze komt voor in Spanje. In 1925 verhoogde Mercet de status van Metaphycus tot soort.
Metaphycus zijn parasitoïde wespen. Hun gastheren zijn schildluizen en dopluizen (Coccidae). Omdat dit vaak schadelijke insecten zijn in de land- en tuinbouw, is de inzet onderzocht van deze wespen voor de biologische bestrijding ervan. Om de dopluis "black scale" (Saissetia oleae) te bestrijden, een belangrijk plaaginsect in de citrus- en olijventeelt in de Verenigde Staten, werden wespen van de soorten Metaphycus helvolus en Metaphycus lounsburyi, afkomstig uit Zuid-Afrika, geïmporteerd.

## Soorten
Het geslacht Metaphycus omvat de volgende soorten:
- Metaphycus acanthococci Myartseva, 1984
- Metaphycus acapulcus Myartseva & Ruíz, 2003
- Metaphycus aegle Noyes, 2004
- Metaphycus aethiopicus Compere, 1940
- Metaphycus africanus Compere, 1940
- Metaphycus agarwali Hayat & Subba Rao, 1981
- Metaphycus agrestis Annecke & Mynhardt, 1972
- Metaphycus agylla Noyes, 2004
- Metaphycus ajax Noyes, 2004
- Metaphycus alami Tachikawa, 1968
- Metaphycus alberti (Howard, 1898)
- Metaphycus albiventris Compere, 1940
- Metaphycus alboclavatus Compere, 1939
- Metaphycus albopleuralis (Ashmead, 1904)
- Metaphycus aleyrodis (Myartseva & Ruíz, 2002)
- Metaphycus aligherini (Girault, 1932)
- Metaphycus almera Noyes, 2004
- Metaphycus aloinus Annecke & Mynhardt, 1981
- Metaphycus alsis Noyes, 2004
- Metaphycus amata Noyes, 2004
- Metaphycus ambatomangae (Risbec, 1952)
- Metaphycus ambior Noyes, 2004
- Metaphycus amblydentis Annecke & Mynhardt, 1981
- Metaphycus amiculus Annecke & Mynhardt, 1981
- Metaphycus amoenus (Howard, 1897)
- Metaphycus angustifrons Compere, 1957
- Metaphycus annasor Guerrieri & Noyes, 2000
- Metaphycus anneckei Guerrieri & Noyes, 2000
- Metaphycus annulipes (Ashmead, 1882)
- Metaphycus aquilus Annecke & Mynhardt, 1981
- Metaphycus argenteus (Girault, 1936)
- Metaphycus argyrocomus (Compere, 1947)
- Metaphycus armitagei (Compere, 1926)
- Metaphycus artinix Guerrieri & Noyes, 2000
- Metaphycus asparagi Annecke & Mynhardt, 1981
- Metaphycus aspidiotinorum Compere, 1940
- Metaphycus asterolecanii (Mercet, 1923)
- Metaphycus ater (Mercet, 1925)
- Metaphycus atriphragma (Girault, 1936)
- Metaphycus babajani Sugonjaev, 1976
- Metaphycus babas Guerrieri & Noyes, 2000
- Metaphycus baruensis Noyes, 1988
- Metaphycus bazarovi Sharipov, 1979
- Metaphycus beshearae (Gordh & Trjapitzin, 1981)
- Metaphycus bias Noyes, 2004
- Metaphycus bicinctitibiae (Girault, 1932)
- Metaphycus bicolor Annecke & Mynhardt, 1981
- Metaphycus blanchardi (De Santis, 1972)
- Metaphycus bogdanovikatkovi Myartseva, 1984
- Metaphycus bolangerae Hayat, 2003
- Metaphycus bostra Noyes, 2004
- Metaphycus botanicus (Mercet, 1921)
- Metaphycus bouceki Noyes, 2004
- Metaphycus bowensis (Girault, 1932)
- Metaphycus brachypterus (Mercet, 1926)
- Metaphycus brasiliensis Compere & Annecke, 1961
- Metaphycus brevielus Kaul & Agarwal, 1986
- Metaphycus brochus Annecke & Mynhardt, 1981
- Metaphycus buderimi (Girault, 1936)
- Metaphycus bulgariensis Sugonjaev, 1976
- Metaphycus burrus Annecke & Mynhardt, 1972
- Metaphycus californicus (Howard, 1898)
- Metaphycus calvus (Compere, 1947)
- Metaphycus capensis Annecke & Mynhardt, 1971
- Metaphycus carveri Noyes, 2004
- Metaphycus cassiae Singh & Hayat, 2005
- Metaphycus castaneus (Mercet, 1921)
- Metaphycus celticola Myartseva, 2003
- Metaphycus cerealis Myartseva & Ruíz Cancino, 2010
- Metaphycus cerinus Compere, 1940
- Metaphycus cerococci (Shafee, Alam & Agarwal, 1975)
- Metaphycus ceroplastis (Howard, 1885)
- Metaphycus ceros Noyes, 2004
- Metaphycus chermis (Fonscolombe, 1832)
- Metaphycus chicle Noyes, 2004
- Metaphycus chionaspidi (Risbec, 1951)
- Metaphycus chortinus Annecke & Mynhardt, 1971
- Metaphycus chrysopae Risbec, 1954
- Metaphycus cinna Noyes, 2004
- Metaphycus cinyras Noyes, 2004
- Metaphycus cirta Noyes, 2004
- Metaphycus cis Noyes, 2004
- Metaphycus citer Annecke & Mynhardt, 1971
- Metaphycus citricola Annecke & Mynhardt, 1971
- Metaphycus citrinus Compere, 1957
- Metaphycus claros Noyes, 2004
- Metaphycus clauseni (Timberlake, 1918)
- Metaphycus claviger (Timberlake, 1916)
- Metaphycus cleanthes Noyes, 2004
- Metaphycus cleone Noyes, 2004
- Metaphycus clio Noyes, 2004
- Metaphycus clymene Noyes, 2004
- Metaphycus cockerelli (Howard, 1898)
- Metaphycus codrus Noyes, 2004
- Metaphycus coeus Noyes, 2004
- Metaphycus comes Noyes, 2004
- Metaphycus confusus Compere, 1940
- Metaphycus coquilletti (Howard, 1898)
- Metaphycus cora Noyes, 2004
- Metaphycus coronea Noyes, 2004
- Metaphycus cossyra Noyes, 2004
- Metaphycus crabra Noyes, 2004
- Metaphycus creusa Noyes, 2004
- Metaphycus cures Noyes, 2004
- Metaphycus cyane Noyes, 2004
- Metaphycus cybele Annecke & Mynhardt, 1981
- Metaphycus cyrene Noyes, 2004
- Metaphycus cyrnos Noyes, 2004
- Metaphycus cythera Noyes, 2004
- Metaphycus cytoros Noyes, 2004
- Metaphycus damocles Noyes, 2004
- Metaphycus danzigae Sugonjaev, 1996
- Metaphycus dardanus Noyes, 2004
- Metaphycus davoodii Lotfalizadeh, 2010
- Metaphycus decorus Annecke & Mynhardt, 1972
- Metaphycus decussatus Annecke & Prinsloo, 1977
- Metaphycus delos Guerrieri & Noyes, 2000
- Metaphycus delucchii Viggiani, 1990
- Metaphycus denira Noyes, 2004
- Metaphycus desertus Myartseva, 1984
- Metaphycus diana Noyes, 2004
- Metaphycus dido Noyes, 2004
- Metaphycus diodorus Noyes, 2004
- Metaphycus diomedes Noyes, 2004
- Metaphycus diphilus Noyes, 2004
- Metaphycus dirce Noyes, 2004
- Metaphycus discolor (De Santis, 1970)
- Metaphycus dispar (Mercet, 1925)
- Metaphycus distentus Annecke & Mynhardt, 1981
- Metaphycus dius Noyes, 2004
- Metaphycus dodona Noyes, 2004
- Metaphycus doratus Annecke & Mynhardt, 1981
- Metaphycus dores Noyes, 2004
- Metaphycus dubis Noyes, 2004
- Metaphycus dyme Noyes, 2004
- Metaphycus ecares Guerrieri & Noyes, 2000
- Metaphycus ecetra Noyes, 2004
- Metaphycus edor Guerrieri & Noyes, 2000
- Metaphycus egeria Noyes, 2004
- Metaphycus electra Noyes & Hanson, 1996
- Metaphycus elenae Myartseva, 1984
- Metaphycus elisa Noyes, 2004
- Metaphycus ematha Noyes, 2004
- Metaphycus emmae Noyes, 2004
- Metaphycus entella Noyes, 2004
- Metaphycus ephyrus Noyes, 2004
- Metaphycus epona Noyes, 2004
- Metaphycus erato Noyes, 2004
- Metaphycus erebus Noyes, 2004
- Metaphycus ericeri Trjapitzin, 1967
- Metaphycus eridanus Noyes, 2004
- Metaphycus eriococci (Timberlake, 1916)
- Metaphycus eriococcus Dang & Wang, 2002
- Metaphycus eruptor (Howard, 1881)
- Metaphycus erynis Noyes, 2004
- Metaphycus eryx Noyes, 2004
- Metaphycus eteocles Noyes, 2004
- Metaphycus etion Noyes, 2004
- Metaphycus euander Noyes, 2004
- Metaphycus euphorion Noyes, 2004
- Metaphycus eurhinus Annecke & Mynhardt, 1981
- Metaphycus eurycarus Annecke & Mynhardt, 1972
- Metaphycus expero Noyes, 2004
- Metaphycus farfani Myartseva, 2003
- Metaphycus fasula Noyes, 2004
- Metaphycus faustus Noyes, 2004
- Metaphycus ferinus Annecke & Mynhardt, 1972
- Metaphycus ferrierei Compere, 1940
- Metaphycus firmum Noyes, 2004
- Metaphycus flaccus Noyes, 2004
- Metaphycus flammeus Compere, 1947
- Metaphycus flavovarius (Mercet, 1921)
- Metaphycus flavus (Howard, 1881)
- Metaphycus fraxi Noyes, 2004
- Metaphycus fucino Noyes, 2004
- Metaphycus fumipennis (Timberlake, 1918)
- Metaphycus funicularis Annecke, 1965
- Metaphycus fuscicornis Compere, 1928
- Metaphycus fuscidorsum (Gahan, 1919)
- Metaphycus fuscipennis (Howard, 1898)
- Metaphycus gades Noyes, 2004
- Metaphycus galata Noyes, 2004
- Metaphycus galbus Annecke, 1964
- Metaphycus gallicola Noyes & Hanson, 1996
- Metaphycus garmon Guerrieri & Noyes, 2000
- Metaphycus genava Noyes, 2004
- Metaphycus gennaroi Guerrieri & Noyes, 2000
- Metaphycus gerardi Sugonjaev, 1996
- Metaphycus geryon Noyes, 2004
- Metaphycus gilvus Compere, 1957
- Metaphycus giraulti Noyes & Woolley, 1994
- Metaphycus gontsharenkoi Trjapitzin & Khlopunov, 1976
- Metaphycus gortyna Noyes, 2004
- Metaphycus graminis Annecke & Mynhardt, 1981
- Metaphycus groenlandicus Buhl, 1997
- Metaphycus guttofasciatus (De Santis, 1964)
- Metaphycus hageni Daane & Caltagirone, 1999
- Metaphycus halongiensis Sugonjaev, 2005
- Metaphycus halys Noyes, 2004
- Metaphycus hamadra Noyes, 2004
- Metaphycus hansoni Noyes, 2004
- Metaphycus hanstediensis Bakkendorf, 1965
- Metaphycus harveyorum Noyes, 2004
- Metaphycus helle Noyes, 2004
- Metaphycus helvolus (Compere, 1926)
- Metaphycus hemilecanii Compere, 1940
- Metaphycus hermes Noyes, 2004
- Metaphycus hero Noyes, 2004
- Metaphycus heynsi Annecke & Mynhardt, 1971
- Metaphycus hippo Noyes, 2004
- Metaphycus hirtipennis (Mercet, 1921)
- Metaphycus hispanicus (Mercet, 1921)
- Metaphycus hodzhevanishvilii Yasnosh, 1972
- Metaphycus homole Noyes, 2004
- Metaphycus howardi (Cockerell, 1898)
- Metaphycus hubai Hoffer, 1969
- Metaphycus ibericus (Mercet, 1921)
- Metaphycus illusus Annecke & Mynhardt, 1981
- Metaphycus inachus Noyes, 2004
- Metaphycus indicus Shafee, Alam & Agarwal, 1975
- Metaphycus insera Noyes, 2004
- Metaphycus insidiosus (Mercet, 1921)
- Metaphycus insleyae Annecke & Mynhardt, 1971
- Metaphycus insularis Annecke & Mynhardt, 1981
- Metaphycus inviscus Compere, 1940
- Metaphycus involucer Annecke & Mynhardt, 1981
- Metaphycus iohneumon (Girault, 1936)
- Metaphycus iphego Noyes, 2004
- Metaphycus ira Noyes, 2004
- Metaphycus ismara Noyes, 2004
- Metaphycus issa Noyes, 2004
- Metaphycus isula Noyes, 2004
- Metaphycus johnsoni (Howard, 1898)
- Metaphycus jura Noyes, 2004
- Metaphycus kalenda Noyes, 2004
- Metaphycus karwinskiae Myartseva, 2003
- Metaphycus keatsi (Girault, 1932)
- Metaphycus kermicola (Timberlake, 1916)
- Metaphycus kincaidi Timberlake, 1929
- Metaphycus kingi (Timberlake, 1916)
- Metaphycus kozari Sugonjaev, 1975
- Metaphycus lachesis Noyes, 2004
- Metaphycus laertes Noyes, 2004
- Metaphycus larinum Noyes, 2004
- Metaphycus latifrons Annecke & Mynhardt, 1971
- Metaphycus latiscapus (Girault, 1911)
- Metaphycus laverna Noyes, 2004
- Metaphycus lebedus Noyes, 2004
- Metaphycus lecanii (Howard, 1898)
- Metaphycus lepelleyi Compere, 1940
- Metaphycus lerna Noyes, 2004
- Metaphycus lexova Noyes, 2004
- Metaphycus liaoi Zhang & Wu, 2008
- Metaphycus libera Noyes, 2004
- Metaphycus libyes Noyes, 2004
- Metaphycus lichtensiae (Howard, 1896)
- Metaphycus limuruensis Compere, 1940
- Metaphycus lineascapus Compere, 1940
- Metaphycus liris Noyes, 2004
- Metaphycus livius Noyes, 2004
- Metaphycus longicaudae (Shi, Si & Wang, 1996)
- Metaphycus longipedicella (Si, Shi & Wang, 1994)
- Metaphycus loquella Noyes, 2004
- Metaphycus lounsburyi (Howard, 1898)
- Metaphycus lucar Noyes, 2004
- Metaphycus lucretia Noyes, 2004
- Metaphycus ludo Noyes, 2004
- Metaphycus luonanensis Dang & Wang, 2002
- Metaphycus lupia Noyes, 2004
- Metaphycus luteolus (Timberlake, 1916)
- Metaphycus lutus Annecke & Mynhardt, 1972
- Metaphycus lycaon Noyes, 2004
- Metaphycus lycoris Noyes, 2004
- Metaphycus lyncus Noyes, 2004
- Metaphycus machaon Noyes, 2004
- Metaphycus maculatus Agarwal, 1965
- Metaphycus maculipennis (Timberlake, 1916)
- Metaphycus maculipes (Howard, 1885)
- Metaphycus magnes Noyes, 2004
- Metaphycus maia Noyes, 2004
- Metaphycus malabarensis (Mukerjee, 1975)
- Metaphycus malgacinus (Risbec, 1957)
- Metaphycus manda Noyes, 2004
- Metaphycus manto Noyes, 2004
- Metaphycus maritimus Sugonjaev, 1977
- Metaphycus marsi Noyes, 2004
- Metaphycus marsyas Noyes, 2004
- Metaphycus mashhoodi Noyes & Woolley, 1994
- Metaphycus matinus Noyes, 2004
- Metaphycus matteolus (Compere, 1947)
- Metaphycus mavoro Noyes, 2004
- Metaphycus medio Noyes, 2004
- Metaphycus megale Noyes, 2004
- Metaphycus melanostomatus (Timberlake, 1916)
- Metaphycus memino Noyes, 2004
- Metaphycus memnonius Compere, 1940
- Metaphycus memphis Noyes, 2004
- Metaphycus menecles Noyes, 2004
- Metaphycus merendo Noyes, 2004
- Metaphycus metor Noyes, 2004
- Metaphycus mineus Prinsloo, 1985
- Metaphycus minos Noyes, 2004
- Metaphycus minyas Noyes, 2004
- Metaphycus misenus Noyes, 2004
- Metaphycus miser Noyes, 2004
- Metaphycus mollis Noyes, 2004
- Metaphycus monastyrskii Sugonjaev, 1996
- Metaphycus monesus Noyes, 2004
- Metaphycus monticolens Dozier, 1937
- Metaphycus mosa Noyes, 2004
- Metaphycus murakamii Sugonjaev, 1977
- Metaphycus murena Noyes, 2004
- Metaphycus mus Noyes, 2004
- Metaphycus muta Noyes, 2004
- Metaphycus myartsevai Özdikmen, 2011
- Metaphycus mycene Noyes, 2004
- Metaphycus myron Noyes, 2004
- Metaphycus mytilene Noyes, 2004
- Metaphycus nadius (Walker, 1838)
- Metaphycus natalensis Compere, 1928
- Metaphycus nato Noyes, 2004
- Metaphycus naxos Noyes, 2004
- Metaphycus nemea Noyes, 2004
- Metaphycus neseri Annecke & Mynhardt, 1979
- Metaphycus niger (Brèthes, 1918)
- Metaphycus nigripectus Annecke & Mynhardt, 1981
- Metaphycus nigritulus Annecke & Mynhardt, 1981
- Metaphycus nigrivarius (Girault, 1929)
- Metaphycus nitens (Kurdjumov, 1912)
- Metaphycus nitios Noyes, 2004
- Metaphycus nola Noyes, 2004
- Metaphycus norahae Noyes, 2004
- Metaphycus nuceria Noyes, 2004
- Metaphycus numentum Noyes, 2004
- Metaphycus oaxacae (Howard, 1898)
- Metaphycus obliva Noyes, 2004
- Metaphycus obstinus Noyes, 2004
- Metaphycus obtens Noyes, 2004
- Metaphycus obtusus Compere, 1940
- Metaphycus octavia Noyes, 2004
- Metaphycus ogloblini (De Santis, 1972)
- Metaphycus ogyges Noyes, 2004
- Metaphycus omega Noyes, 2004
- Metaphycus ophiusa Noyes, 2004
- Metaphycus opis Noyes, 2004
- Metaphycus oregonensis (Howard, 1898)
- Metaphycus oreius Annecke & Mynhardt, 1972
- Metaphycus orientalis (Compere, 1924)
- Metaphycus othyras Noyes, 2004
- Metaphycus paluster (Sharkov & Voynovich, 1988)
- Metaphycus pappus (Walker, 1838)
- Metaphycus paramo Noyes, 2004
- Metaphycus parasaissetiae Zhang & Huang, 2007
- Metaphycus parkeri (Girault, 1932)
- Metaphycus perdivo Noyes, 2004
- Metaphycus petitus (Walker, 1851)
- Metaphycus phenacoccus Dang & Wang, 2002
- Metaphycus philippiae (Masi, 1908)
- Metaphycus phoros Noyes, 2004
- Metaphycus phylace Noyes, 2004
- Metaphycus physokermis (Timberlake, 1916)
- Metaphycus piceus Hoffer, 1954
- Metaphycus porsena Noyes, 2004
- Metaphycus portoricensis (Dozier, 1926)
- Metaphycus praevidens (Silvestri, 1915)
- Metaphycus pretiosus (Mercet, 1921)
- Metaphycus previa Noyes, 2004
- Metaphycus prinslooi Annecke & Mynhardt, 1981
- Metaphycus procnis Noyes, 2004
- Metaphycus proteae Annecke & Mynhardt, 1971
- Metaphycus provisus Sugonjaev, 1977
- Metaphycus psyllidis Compere, 1943
- Metaphycus pulchellus (Howard, 1898)
- Metaphycus pulvinariae (Howard, 1881)
- Metaphycus punctipes (Dalman, 1820)
- Metaphycus puteolas Noyes, 2004
- Metaphycus pydnos Noyes, 2004
- Metaphycus qinlingensis Dang & Wang, 2002
- Metaphycus reburrus Annecke & Mynhardt, 1981
- Metaphycus reductor Noyes, 1988
- Metaphycus regas Noyes, 2004
- Metaphycus remus Noyes, 2004
- Metaphycus reticulatus (Dozier, 1926)
- Metaphycus rhodococci Sugonjaev, 1975
- Metaphycus rileyi (Timberlake, 1916)
- Metaphycus roubali Hoffer, 1954
- Metaphycus rukavishnikovi Trjapitzin, 1972
- Metaphycus rusti Timberlake, 1916
- Metaphycus saissetiae Annecke & Mynhardt, 1981
- Metaphycus sanguinithorax (Girault, 1915)
- Metaphycus scalptus Annecke & Mynhardt, 1981
- Metaphycus schwarzi (Timberlake, 1916)
- Metaphycus scitulus Annecke & Mynhardt, 1981
- Metaphycus semialbus (Girault, 1932)
- Metaphycus sergueii Myartseva, 2003
- Metaphycus sestus Noyes, 2004
- Metaphycus shaanxiensis Dang & Wang, 2002
- Metaphycus sharkovi Özdikmen, 2011
- Metaphycus sibiricus Sugonjaev, 1977
- Metaphycus sicoris Noyes, 2004
- Metaphycus sigillatus Annecke & Mynhardt, 1981
- Metaphycus silvestrii Sugonjaev, 1970
- Metaphycus similis (Timberlake, 1916)
- Metaphycus sinensis Özdikmen, 2011
- Metaphycus solatus Annecke & Mynhardt, 1971
- Metaphycus solus Noyes, 2004
- Metaphycus spiraeae Trjapitzin, 1964
- Metaphycus stagnarum Hoffer, 1954
- Metaphycus stanleyi Compere, 1940
- Metaphycus stephaniae Grissell, 2006
- Metaphycus stomachosus (Girault, 1909)
- Metaphycus stramineus Compere, 1940
- Metaphycus subfasciatus (Timberlake, 1916)
- Metaphycus subflavus Timberlake, 1927
- Metaphycus superbus Myartseva, 2003
- Metaphycus swirskii Annecke & Mynhardt, 1979
- Metaphycus sylvaticus Annecke & Mynhardt, 1972
- Metaphycus tachardinae Annecke & Mynhardt, 1972
- Metaphycus taigae (Sugonjaev, 1977)
- Metaphycus tenuicornis (Timberlake, 1916)
- Metaphycus tenuiscapus Sugonjaev, 1964
- Metaphycus terani Fidalgo, 1981
- Metaphycus teteor Guerrieri & Noyes, 2000
- Metaphycus tricinctus (Girault, 1932)
- Metaphycus trimblei (Dozier, 1936)
- Metaphycus triopas Noyes, 2004
- Metaphycus troas Noyes, 2004
- Metaphycus truncatus Compere, 1940
- Metaphycus turanicus Sugonjaev, 1975
- Metaphycus turkmenicus Myartseva, 1984
- Metaphycus turneri (Girault, 1932)
- Metaphycus tuxpan Myartseva, 2003
- Metaphycus ufens Noyes, 2004
- Metaphycus unicolor Hoffer, 1954
- Metaphycus ustulatus Annecke & Mynhardt, 1981
- Metaphycus utibilis Annecke & Mynhardt, 1971
- Metaphycus vanderplanki Annecke & Mynhardt, 1972
- Metaphycus varius (Girault, 1915)
- Metaphycus vectra Noyes, 2004
- Metaphycus verdini (Girault, 1936)
- Metaphycus vernus Annecke & Mynhardt, 1972
- Metaphycus victoriensis Myartseva & Ruíz-Cancino, 2005
- Metaphycus voakotrokae (Risbec, 1952)
- Metaphycus xanthulus Annecke & Mynhardt, 1981
- Metaphycus ximena Noyes, 2004
- Metaphycus xsara Noyes, 2004
- Metaphycus xujiangi Özdikmen, 2011
- Metaphycus zdeneki Noyes & Lozada, 2005
- Metaphycus zebratus (Mercet, 1917)